# Referendum in Polen 2015
Das Referendum in Polen 2015 fand am 6. September 2015 statt, nachdem es vom damaligen Staatspräsidenten Bronisław Komorowski vorgeschlagen und vom Senat bewilligt worden war. 
Dabei wurden die Bürger aufgerufen, über drei Fragen mit Ja oder Nein abzustimmen. Die Kosten wurden mit 100 Millionen Złoty geschätzt, was in etwa 25 Millionen Euro entspricht. Politologen kritisierten, dass dieses Referendum aus wahltaktischen Gründen erfolgte, weil Komorowski bei der  Präsidentschaftswahl 2015 um seine Wiederwahl bangte.

## Fragen des Referendums
Die drei Fragen des Referendums lauteten:
1. Sind Sie für die Einführung eines Mehrheitswahlrechts bei der Wahl zum Sejm?
2. Sind Sie für die Beibehaltung der bisherigen Parteienfinanzierung durch den Staatshaushalt?
3. Sind Sie dafür, dass im Zweifelsfall zu Gunsten des Steuerzahlers entschieden wird (In dubio pro tributario)?

Die Ergebnisse wären dann bindend, wenn die Wahlbeteiligung 50 % überschritten hätte (Quorum). Weil das Referendum in den Medien kaum behandelt wurde und die Wahlbeteiligung in Polen traditionell gering ist, schätzten Politologen, dass maximal 30 % der Wahlberechtigten abstimmen würden. Tatsächlich lag die Beteiligung bei lediglich 7,8 %, was als Niederlage für Paweł Kukiz gewertet wurde, der bei der Präsidentschaftswahl im Mai 2015 überraschend den dritten Platz erzielt hatte und auf dessen Forderung während des damaligen Wahlkampfs das Referendum zurückging.

## Umfragen
| Datum    | Institut       | Frage Nr. 1 | Frage Nr. 1 | Frage Nr. 1 | Frage Nr. 2 | Frage Nr. 2 | Frage Nr. 2 | Frage Nr. 3 | Frage Nr. 3 | Frage Nr. 3 | Beteiligung |
| -------- | -------------- | ----------- | ----------- | ----------- | ----------- | ----------- | ----------- | ----------- | ----------- | ----------- | ----------- |
| Datum    | Institut       |             |             |             |             |             |             |             |             |             | Beteiligung |
| Datum    | Institut       | Ja          | Nein        | Unentsch.   | Ja          | Nein        | Unentsch.   | Ja          | Nein        | Unentsch.   | Beteiligung |
| 17–24.08 | CBOS           | 41 %        | 22 %        | 19 %        | 14 %        | 73 %        | 7 %         | 76 %        | 4 %         | 11 %        | 52 %        |
| 24.08    | Millward Brown | 62 %        | 28 %        | 9 %         | 19 %        | 75 %        | 6 %         | 90 %        | 4 %         | 4 %         | 55 %        |
| 01–08.07 | CBOS           | 45 %        | 16 %        | 25 %        | 13 %        | 75 %        | 9 %         | 81 %        | 4 %         | 11 %        | 62 %        |
| 11–17.06 | CBOS           | 54 %        | 18 %        | 16 %        | 15 %        | 75 %        | 6 %         | 82 %        | 5 %         | 8 %         | 60 %        |
| 8–9.06   | TNS Polska     | 60 %        | 20 %        | 20 %        | 19 %        | 73 %        | 8 %         | 90 %        | 4 %         | 6 %         | 76 %        |
| 22–23.05 | IBRiS          | 61 %        | 20 %        | 19 %        | 15 %        | 74 %        | 11 %        | 88 %        | 3 %         | 9 %         | 51 %        |

## Amtliches Endergebnis
| Antwort                                                                              | Antwort | Frage Nr. 1 | Frage Nr. 1 | Frage Nr. 2 | Frage Nr. 2 | Frage Nr. 3 | Frage Nr. 3 |
| Antwort                                                                              | Antwort | Stimmen     | %           | Stimmen     | %           | Stimmen     | %           |
| ------------------------------------------------------------------------------------ | ------- | ----------- | ----------- | ----------- | ----------- | ----------- | ----------- |
| Ja                                                                                   | Ja      | 1.829.995   | 78,75       | 404.515     | 17,37       | 2.194.689   | 94,51       |
| Nein                                                                                 | Nein    | 493.935     | 21,25       | 1.923.994   | 82,63       | 127.395     | 5,49        |
| Wahlbeteiligung: 7,8 % Daten: Staatliche Wahlkommission (Państwowa Komisja Wyborcza) |         |             |             |             |             |             |             |

Das Referendum gilt als gescheitert, da die erforderliche Wahlbeteiligung von 50 % nicht erreicht wurde. Mit nur 7,8 % war das die geringste Wahlbeteiligung bei einer Wahl in einem europäischen Staat nach 1945.

## Kontroversen
Politbeobachter sahen dieses Referendum als reine populistische Maßnahme des Staatspräsidenten Komorowski, der bei den Präsidentenwahlen 2015 kurz vor der Stichwahl gegen seinen in Umfragewerten knapp vorne liegenden Kontrahenten Andrzej Duda punkten wollte. Kandidat Paweł Kukiz erzielte im ersten Durchgang wegen dieser Forderung nach einem Referendum einen hohen Achtungserfolg.
In diesem Zusammenhang wurden auch die hohen Kosten für das Abhalten des Referendums kritisiert, da in Polen eine Volksabstimmung nur bei existentiellen Fragen durchgeführt wird und kein traditionelles Mittel der direkten Demokratie ist, wie z. B. in der Schweiz.
Einige Verfassungsrichter sahen die erste Referendumsfrage über die Änderung des Wahlsystems als unrechtmäßig an, da diese eine vorherige Änderung der Verfassung voraussetze.
Die zweite Frage wurde ebenfalls kritisiert, da sie unpräzise formuliert war. Man konnte darunter sowohl eine Anhebung als auch eine Absenkung der Parteienfinanzierung verstehen. 
Die letzte Frage war durch eine am 10. Juli 2015 im Sejm beschlossene Abänderung des Steuerrechts überflüssig geworden.
Nachdem die Partei Recht und Gerechtigkeit (PiS) erfolglos eine Erweiterung des Referendums um drei weitere Fragen verlangt hatte, beantragte der  –  bis Mai zu dieser Partei angehörende – neue Präsident Andrzej Duda beim Senat offiziell ein Referendum über diese drei Fragen. Dieses betraf die Absenkung des Renteneintrittsalters, die Auswahlmöglichkeit über das Einschulungsjahr sowie den Schutz vor der Privatisierung von Staatswäldern. Dazu waren sechs Millionen Unterschriften durch Bürgerinitiativen gesammelt worden. Das zweite Referendum sollte parallel zur Parlamentswahlen am 25. Oktober 2015 stattfinden. Auch hier musste sich Duda wie bei Komorowski den Vorwurf gefallen lassen, dass dieses Vorhaben rein populistisch motiviert sei, um die PiS bei den anstehenden Parlamentswahlen im Herbst zu unterstützen. 
Der Senat, dessen Senatoren zu diesem Zeitpunkt mehrheitlich der Bürgerplattform (PO) angehörten, lehnte den Antrag des neuen Präsidenten jedoch ab. 
Nach den Parlamentswahlen im Oktober 2015, bei der die PiS im Sejm und im Senat die Mehrheit erlangte, wurde die Idee eines neuen Referendums nicht mehr weiterverfolgt.